# Ngong Ping
Ngong Ping (chinois : 昂坪) est un village situé dans l'Ouest de l'île de Lantau, dans les Nouveaux Territoires de Hong Kong,.
Il se trouve au pied du Nei Lak Shan et abrite depuis 1906 le monastère de Po Lin.